# Josef Haekel
Josef Haekel (* 17. Juni 1907 in Wien; † 2. November 1973 ebenda) war ein österreichischer Ethnologe.

## Leben
Er studierte ab 1931 Völkerkunde (Dr. phil. 1935), war danach am Institut als wissenschaftliche Hilfskraft tätig und wurde 1940 wissenschaftlicher Assistent. Nach Habilitation (1941) wurde Haekel 1950 außerordentlicher und 1957 ordentlicher Professor und Institutsvorstand. 1961 unternahm er eine Expedition nach Zentralindien. Er war ein Fachmann für vergleichende Religionswissenschaften und Spezialist für nordamerikanische Indianerstämme.

## Schriften (Auswahl)
- Zum Individual- und Geschlechtstotemismus in Australien. Wien 1950, OCLC 782104285.
- mit Chandrabhal Tripathi: Eine Besessenheits-Séance der Rathva-Koli in Gujarat (Indien). Vorgelegt in der Sitzung am 9. April 1965. Wien 1966, OCLC 844862879.
- mit Rita Wiesinger: Contributions to the swinging festival in Western Central India. Wien 1968, OCLC 126496.
- mit Anton Lukesch: Einführung in die Ethnologie Südamerikas. Wien 1972, OCLC 844862879.